# Gülzow, Stavenhagen
Gülzow är en kommun och ort i Landkreis Mecklenburgische Seenplatte i förbundslandet Mecklenburg-Vorpommern i Tyskland.
Kommunen ingår i kommunalförbundet Amt Stavenhagen tillsammans med kommunerna Bredenfelde, Briggow, Grammentin, Ivenack, Jürgenstorf, Kittendorf, Knorrendorf, Mölln, Ritzerow, Rosenow, Stavenhagen och Zettemin.